# Siedem bram piekieł
Siedem bram piekieł (wł. ...E tu vivrai nel terrore! L’aldilà) – włoski film grozy z 1981 roku w reżyserii Lucia Fulciego. Drugi z trylogii Trilogia della morte nakręconej przez Fulciego, na którą składają się Miasto żywej śmierci (1980) i Dom przy cmentarzu (1981).

## Fabuła
W Luizjanie 1927 roku w hotelu Seven Doors Hotel artysta Schweick zostaje brutalnie zlinczowany za praktykowanie czarnej magii. W tym czasie pewna kobieta czyta książkę „Eibon” przepowiadającą otworzenie jednej z siedmiu bram piekieł.
W 1981 roku Liza Merrill  z Nowego Jorku dziedziczy Seven Doors Hotel i przenosi się, by go odnowić. Podczas remontu jeden z robotników dostrzega kobietę o białych oczach i ulega wypadku. Po zawiezieniu go do szpitalu przez doktora Johna McCabe’a odzywa się dzwonek do pokoju 36. Dziwi to Lisę, ponieważ hotelowi daleko do otwarcia i uznaje to za usterkę. Wkrótce zostaje wezwany hydraulik Joe. Odkrywa on zamurowaną piwnicę, w której dokonano linczu na Schweicku. Na ścianach są dziwne znaki. Po chwili Joego coś zabija.
Jadąc samochodem Liza natyka się na kobietę o białych oczach, która okazuje się niewidoma, z jej psem-przewodnikiem owczarkiem niemieckim Dickym. Przedstawia się jako Emily i ostrzega Lizę przed ponownym otwarciem hotelu i zaleca powrót do Nowego Jorku. W hotelu zaś pokojówka Martha odkrywa zwłoki Joego i Schweicka i oba trupy zostają zawiezione do szpitalnej kostnicy. W barze John stara przekonać Lizę do porzucenia hotelu, ale ta stoi przy swoim, wyjaśniając że to jedyna szansa na odniesienie sukcesu finansowego. Wkrótce John otrzymuje telefon ze szpitala, że Mary-Anne, żona Joego chcąca się z nim pożegnać zginęła w kostnicy w tajemniczych okolicznościach. Obecna była przy tym córka Joego – Jill. Na pogrzebie rodziców Jill ujawnia, że ma białe oczy jak Emily.
Nocą w pustym hotelu Liza znów natrafia na Emily, która opowiada jak 60 lat temu Schweick znalazł klucz do jednej z siedmiu bram piekła. Po chwili Emily wyczuwa czyjąś obecność. Wedle niej to Schweick i zakazuje Lizie otwierać pokój 36, gdzie zabito Schweicka. Liza nie wierzy w historię. Dotykając obrazu Schweicka Emily zaczyna krwawić z dłoni i wraz z Dickym wybiega z hotelu. Rankiem Liza otwiera pokój 36. Odkrywa „Eibon” i przybite do ściany zwłoki Schweicka. Po chwili przyjeżdża John, jednak zwłok nigdzie nie ma. John także dziwi się doniesieniem o Emily, ponieważ w okolicy nie mieszka żadna niewidoma osoba, a dom w którym mieszka jest opuszczony od lat. Innym dziwnym zjawiskiem jest zniknięcie egzemplarza „Eibonu”, który przed chwilą był.
Martin, architekt zatrudniony przez Lizę, odwiedza bibliotekę w celu studiowania światłokopii projektów Seven Doors Hotel. Projekt ujawnia dużą przestrzeń w piwnicach. Niespodziewanie Martin spada z drabiny łamiąc sobie kark i po chwili pożerają go pająki. John odwiedza dom, w którym rzekomo mieszka Emily. Znajduje egzemplarz „Eibonu” i po powrocie do szpitala znajduje na ręku Schweicka taki sam znak jak na ścianach hotelowej piwnicy oraz zapisany na stronach „Eibonu”. W hotelu robotnik Arthur sprawdza piwnicę, a w pokoju 36 Martha podczas porządków zostaje zaatakowana i zamordowana przez ożywione zwłoki Joego. Nocą Emily odwiedzają ożywiony trup Schweicka i z innymi zwłokami. Emily błaga, by Schweick jej nie zabierał z powrotem. To ona w 1927 roku przywołała w hotelu złe moce poprzez „Eibon”. Dicky na rozkaz właścicielki przepędza Schweicka, lecz wkrótce zagryza na śmierć Emily.
W hotelowej piwnicy Lizę atakuje martwy Arthur, któremu w panice ucieka. Zjawiwszy się w hotelu John wyjaśnia, że dom Emily był opuszczony od 50 lat. Mówi też,  że to hotel jest jedną z siedmiu bram piekieł. W budynku zaczyna się pojawiać krew. Liza i John uciekają kierując się do szpitala. Tam wszystkie zwłoki z kostnicy się ożywiają i atakują rozdzielonych Johna i Liz. W kostnicy Liza natyka się na Jill, a pracownik Johna – dr Harris zostaje zabity przez rozbite szkło. John jednoczy się z Lizą, po chwili atakują ich kolejne zwłoki i sam Schweick. Jill okazuje się być opętana i ma zamiar zabić Lizę, lecz John zabija ją. Uciekając Liza i John schodzą do szpitalnej piwnicy, która ku ich niedowierzaniu jest tą samą z Seven Doors Hotel. Odkrywają opustoszały krajobraz taki sam jak na obrazie Schweicka. Nieważne, jaki kierunek wybiorą, zawsze znajdują się w tym samym miejscu. Po bezowocnej wędrówce oboje stają się ślepi jak Emily i Jill i znikają.

## Obsada
- Catriona MacColl − Liza Merril
- David Warbeck − dr John McCabe
- Cinzia Monreale − Emily
- Antoine Saint-John − Schweick
  - Giovanni De Nava − zwłoki Schweicka
- Veronica Lazăr − Martha
- Larry Ray − Larry
- Al Cliver − dr Harris
- Michele Mirabella − Martin Avery
- Gianpaolo Saccarola − Arthur
- Maria Pia Marsala − Jill
- Laura De Marchi − Mary-Anne
- Tonino Pulci − Joe
- Lucio Fulci − bibliotekarz

Źródło: 